# Grand Prix Hassan II 2014
Il Grand Prix Hassan II 2014 è un torneo di tennis giocato sulla terra rossa. È la 30ª edizione del Grand Prix Hassan II, che fa parte della categoria ATP World Tour 250 series nell'ambito dell'ATP World Tour 2014. Si gioca presso il Complexe Al Amal di Casablanca in Marocco, dal 7 al 14 aprile 2014.

## Partecipanti

### Teste di serie
| Nazionalità | Giocatore              | Ranking | Testa di serie* |
| ----------- | ---------------------- | ------- | --------------- |
| Sudafrica   | Kevin Anderson         | 19      | 1               |
| Francia     | Gaël Monfils           | 25      | 2               |
| Francia     | Benoît Paire           | 33      | 3               |
| Spagna      | Marcel Granollers      | 36      | 4               |
| Portogallo  | João Sousa             | 38      | 5               |
| Argentina   | Federico Delbonis      | 43      | 6               |
| Paesi Bassi | Robin Haase            | 48      | 7               |
| Spagna      | Guillermo García López | 53      | 8               |

* Ranking del 31 marzo 2014.

### Altri partecipanti
I seguenti giocatori hanno ricevuto una wild-card per il tabellone principale:
- Hicham Khaddari
- Gaël Monfils
- Lamine Ouahab

I seguenti giocatori sono entrati nel tabellone principale passando dalle qualificazioni:

- Gilles Simon
- Roberto Carballés Baena
- Filip Peliwo
- David Goffin

## Campioni

### Singolare maschile
Guillermo García López ha sconfitto in finale  Marcel Granollers con il punteggio di 5-7 6-4 6-3.
- È il terzo titolo in carriera per García López, il primo nel 2014.

### Doppio maschile
Jean-Julien Rojer /  Horia Tecău hanno sconfitto in finale  Tomasz Bednarek /  Lukáš Dlouhý per 6-2, 6-2.